# Emma Roberts
Pour les articles homonymes, voir Roberts.
Emma Roberts est une actrice, productrice et mannequin américaine, née le 10 février 1991 à Rhinebeck dans l'État de New York.
Emma Roberts se fait connaître en tant que vedette de la série Allie Singer de 2004 à 2007, elle poursuit sa carrière au cinéma en tenant les rôles principaux des films Nancy Drew, Lymelife et Wild Child qui connaît un grand succès.
En 2010, elle obtient un rôle dans la comédie romantique Valentine's Day aux côtés de sa tante Julia Roberts, et obtient un des rôles principaux de la comédie dramatique Une drôle d'histoire.
Emma Roberts cherche ensuite à varier les genres. On la retrouve dans des comédies telles que Les Miller, une famille en herbe, Little Italy, puis dans des drames comme Palo Alto, I Am Michael, des films d'épouvante tels que Scream 4, et enfin dans des thrillers comme February et Nerve.
À la télévision elle fait confiance à Ryan Murphy en occupant le rôle principal de Scream Queens et en participant à plusieurs saisons d'American Horror Story également dans des rôles principaux.
Elle est aussi l'égérie de la maison de haute couture Valentino ou encore des parfums féminins Hugo Boss.

## Biographie

### Enfance et formation
Elle est la fille de l'acteur Eric Roberts et Kelly Cunningham. Ses parents se séparent alors qu'elle n'est encore qu'un bébé. À la suite de leurs remariages respectifs, Roberts devient la belle-fille de Eliza Roberts et du musicien Kelly Nickels. Elle a également une demi-sœur maternelle, Grace. Sa grand-mère paternelle était Betty Lou Bredemus, une coach en comédie, et ses tantes sont les actrices Julia Roberts et Lisa Roberts Gillan. Elle a des origines irlandaises, anglaises, allemandes, écossaises et galloises.
Durant son enfance, Emma Roberts passe beaucoup de temps sur les tournages des films de sa tante Julia, ce qui lui permit de se rendre compte qu'elle voulait également devenir actrice.
Elle étudie à la Archer School, un établissement scolaire pour filles se situant à Los Angeles, en Californie.

### Révélation précoce (années 2000)

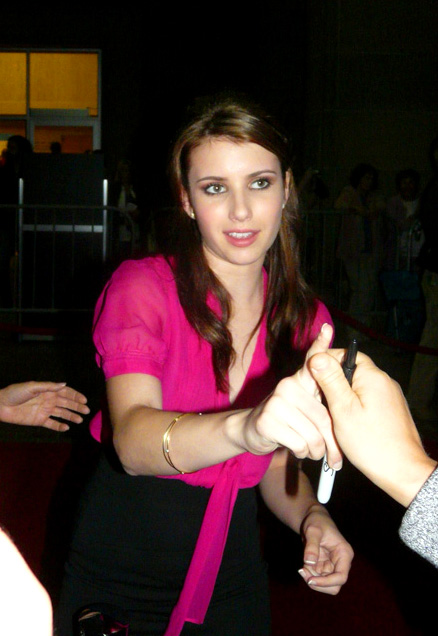
Roberts lors de l'avant-première du film Lymelife, en 2008.

Roberts fait ses débuts en tant qu'actrice à l'âge de neuf ans dans le drame Blow, en 2001. Elle y joue la fille du personnage de Johnny Depp. La même année, elle obtient un rôle dans un court-métrage de 10 minutes intitulé bigLove, et apparaît dans certaines scènes du film Couple de stars, bien qu'elle ne soit pas créditée.
Par la suite, Emma Roberts décroche deux rôles mineurs dans des films familiaux : la sœur du personnage de Jacob Fisher dans Grand Champion (en) tourné en 2002, et la fille kidnappée de l'ancien agent secret interprété par Chris Potter dans Spymate tourné en 2003. Les deux films sortent respectivement en 2004 et 2006.
En 2004, Emma Roberts commence à incarner le personnage principal de la série télévisée de la chaîne Nickelodeon, Allie Singer. La sitcom, destiné à un jeune public, permit à la jeune actrice de recevoir une nomination au Teen Choice Award et nombres d'autres nominations au Young Artist Award. La même année, Roberts apparaît en tant qu'invitée dans la série télévisée Drake & Josh dans le rôle d'Allie Singer.
En 2005, Emma Roberts sort son premier album studio, intitulé Unfabulous and More, qui sert de bande originale à la série. La chaîne souhaitant lui construire une carrière à l'image d'Hilary Duff et Lindsay Lohan.
En parallèle, elle tourne dans le film Aquamarine, ce qui lui valut le prix de la meilleure jeune actrice secondaire dans un film au Young Artist Award, et dans la comédie policière Nancy Drew, majoritairement mal accueillie par les critiques.
En 2007, Allie Singer s'arrête après trois saisons. C'est également cette année-là, qu'elle est élue « Star de demain » par l'organisation réputée National Association of Theatre Owners.
En 2008, Emma Roberts prête sa voix au personnage de Wilma dans le film d'animation familial Niko, le petit renne. La même année, elle tient des personnages principaux dans les films Wild Child et Lymelife. La comédie sort uniquement sur le territoire américain, mais réussit à être rentabilisée tandis que la comédie dramatique se fait remarquer au Festival international du film de Toronto 2008.

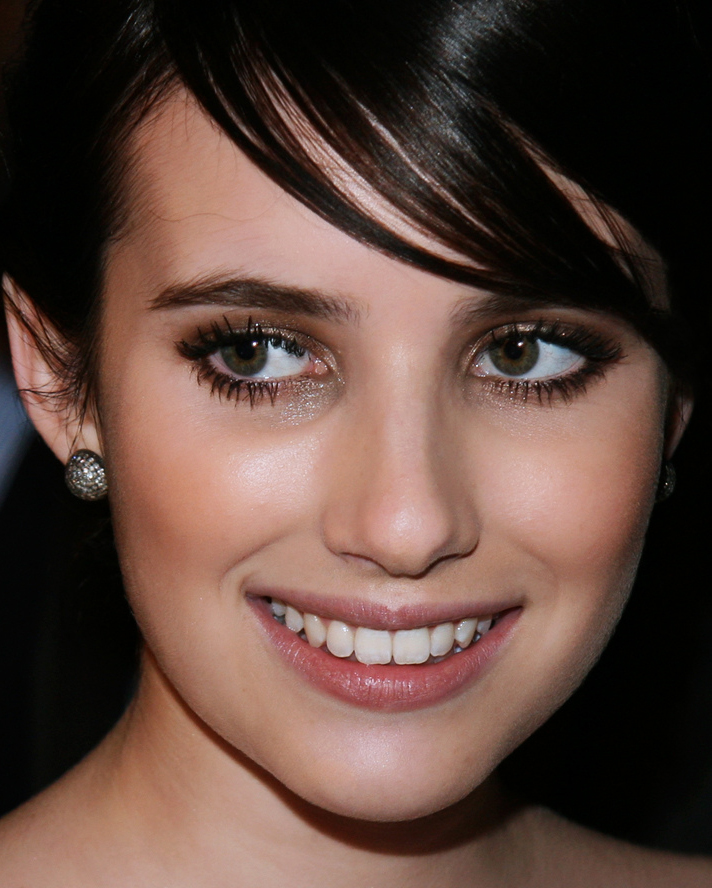
L'actrice au Festival international du film de Toronto 2010, pour l'avant-première de Une drôle d'histoire.

En 2009, elle continue d'alterner productions pour adolescents et pour adultes, notamment avec Palace pour chiens, un film tiré du roman du même nom de Lois Duncan, et dans la comédie sportive indépendante The Winning Season avec Sam Rockwell.
C'est également durant cette période que la jeune femme déclare arrêter la chanson pour se concentrer sur sa carrière d'actrice. Elle estime qu'elle ne peut mener les deux de front et préfère choisir la voie dans laquelle elle s'estime la meilleure.

### Percée commerciale (2010-2015)
En 2010, l'actrice multiplie les projets : elle incarne le personnage de Grace Smart dans le film choral Valentine's Day dans lequel sa tante Julia apparaît également, bien qu'elles n'aient aucune scène ensemble. Ce projet lui permet de nouer avec les hauteurs du box office à défaut de convaincre réellement la critique.
Emma Roberts joue ensuite le premier rôle féminin du film d'action Twelve, aux côtés d'une autre vedette de la télévision, Chace Crawford. Elle s'aventure à l'international avec le thriller 4.3.2.1., continue à faire ses gammes dans le cinéma indépendant avec le drame Virginia et la comédie dramatique Une drôle d'histoire, puis, elle participe au drame japonais Memoirs of a Teenage Amnesiac.

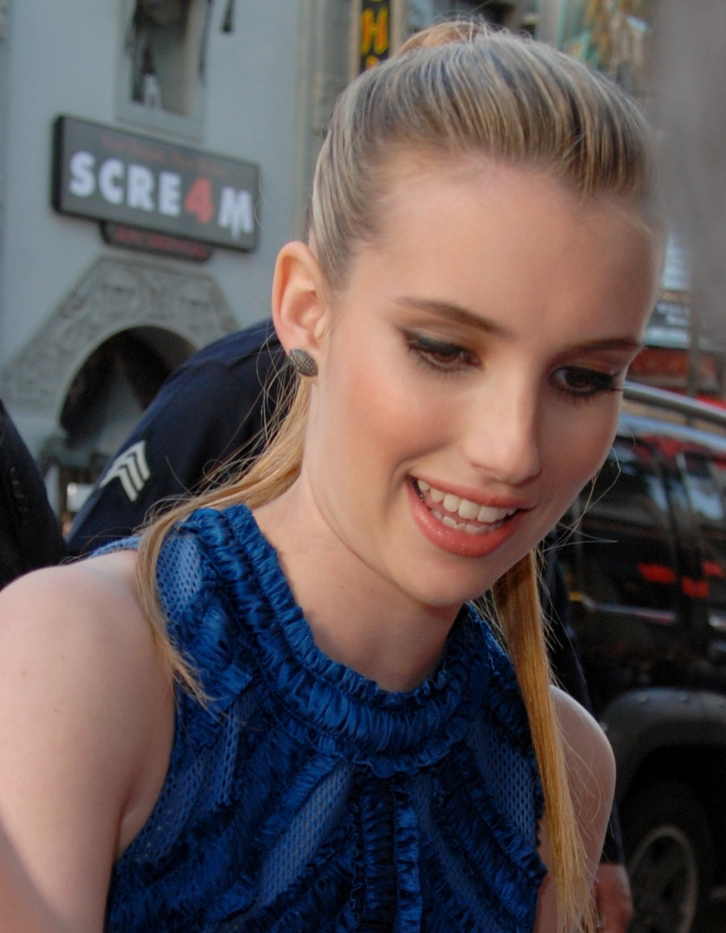
Roberts à l'avant-première hollywoodienne de Scream 4, en 2011.

En 2011, Roberts figure à la distribution principale du drame remarqué Le Jour où je l'ai rencontrée et occupe également un rôle majeur dans Scream 4 de Wes Craven. Dans ce volet, elle interprète Jill Roberts, la cousine de Sydney, personnage emblématique de la saga, incarnée par Neve Campbell. Ce quatrième chapitre de la franchise est assez favorablement accueilli par les critiques, bien qu'il réalise les plus faibles scores d'entrées de toute la franchise.
Après une simple apparition en 2012 dans la comédie dramatique indépendante Celeste and Jess Forever, où elle prête ses traits à Riley Banks, une chanteuse écervelée, elle enchaîne ensuite sur des productions plus exposées.
En 2013, elle joue dans le thriller Empire State avec Dwayne Johnson et Liam Hemsworth, et elle interprète un des rôles principaux de la comédie Les Miller, une famille en herbe, qui lui vaut son premier grand succès commercial. Forte d'une nouvelle visibilité médiatique, elle remporte le prix du meilleur baiser dans un film pour sa scène avec Will Poulter et Jennifer Aniston et le titre de meilleure actrice dans une comédie lors des Teen Choice Awards. Par la suite, elle privilégie cependant des rôles plus complexes, et s'éloigne ainsi des productions commerciales.
Toujours en 2013, elle fait son retour à la télévision. Elle décroche le rôle principal de Lena Haloway dans la série télévisée Delirium, tirée des romans éponymes de Lauren Oliver. Cependant, la chaîne FX, jusque-là supposée diffuser le programme, décide de ne pas poursuivre le projet.
Pour renouer avec le succès télévisuel, Emma Roberts fait confiance à Ryan Murphy, grâce auquel elle obtient le rôle principal de Madison Montgomery, une starlette de la télévision pourrie-gâtée qui s'avère être une sorcière, dans la troisième saison de la série télévisée d'anthologie horrifique, American Horror Story, intitulée Coven. Ce rôle télévisuel lui laisse le temps de continuer à tourner au cinéma.

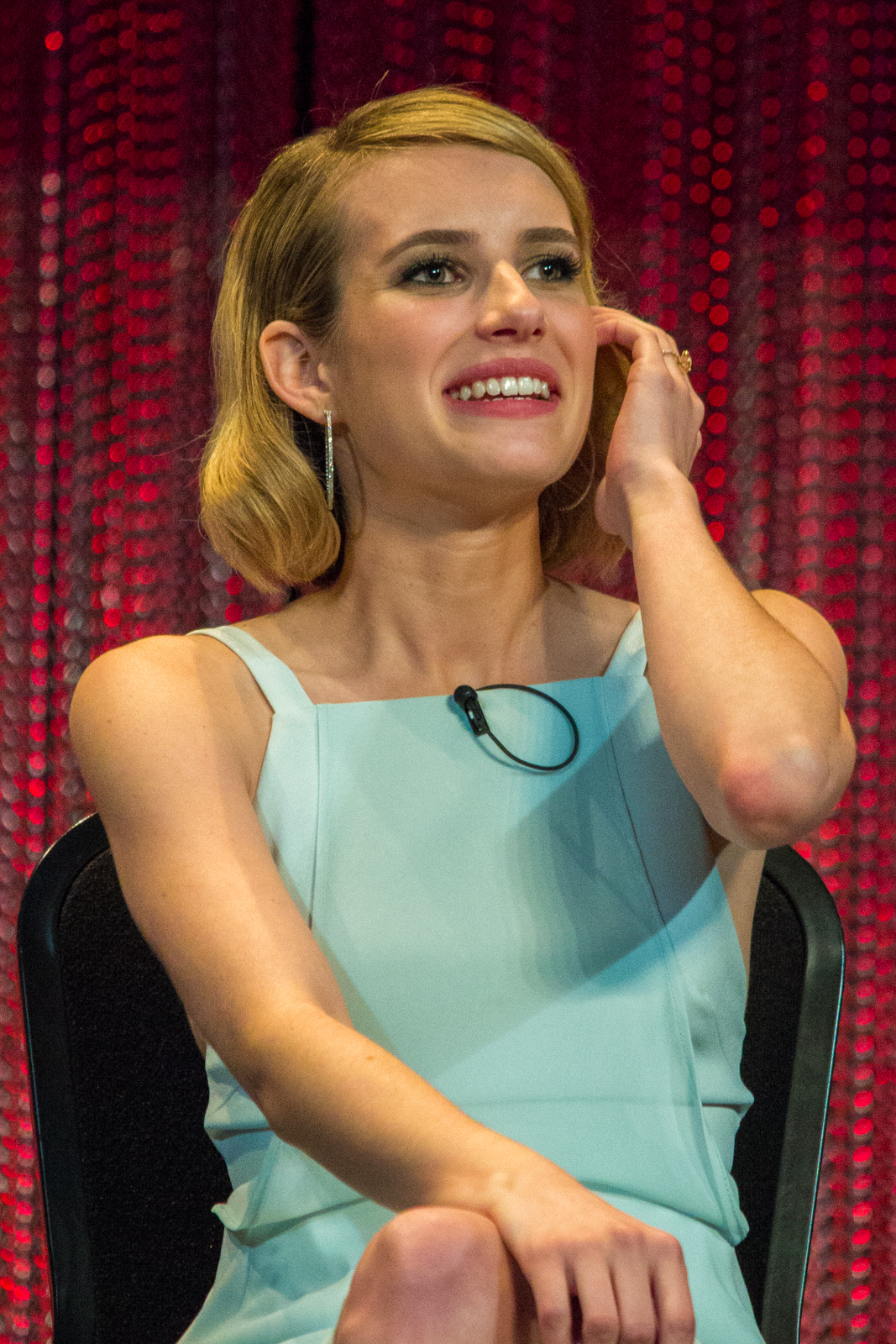
Roberts au PaleyFest en 2014 pour la promotion de American Horror Story : Freakshow.

Ainsi, en 2014, l'actrice est à l'affiche du film Adult World, pour lequel sa performance est acclamée. Elle déclare d'ailleurs à ce sujet que la plupart de ses répliques furent improvisées, pour que ses réactions soient les plus naturelles possibles. La même année, elle est à l'affiche du drame indépendant Palo Alto, où sa performance est également acclamée.
Elle décide cependant de ne pas quitter American Horror Story en rejoignant la distribution de la quatrième saison, intitulée Freak Show. Le format de l'anthologie de la série permettant aux acteurs et actrices de celle-ci de changer de personnage chaque nouvelle saison, Roberts incarne cette fois-ci Maggie Esmeralda, une soi-disant diseuse de bonnes aventures.

### Entre télévision et cinéma (2015-)
En 2015, elle interprète Rebekah Fuller dans le drame indépendant I Am Michael, inspiré de la véritable histoire de Michael Glatze, ancien militant gay s'étant converti au christianisme et considérant aujourd'hui toutes sortes de relations homosexuelles comme anormales. Cette production, dont les têtes d'affiches sont James Franco et Zachary Quinto, est saluée par l'industrie. L'interprétation de l’actrice est ici, à nouveau, remarquée par la critique et lui permet d'être récompensée lors du FilmOut San Diego dans la catégorie meilleure actrice dans un second rôle.
La même année, l'actrice évolue dans la comédie dramatique Ashby, avec Mickey Rourke, mais aussi dans le thriller February, aux côtés de Kiernan Shipka.

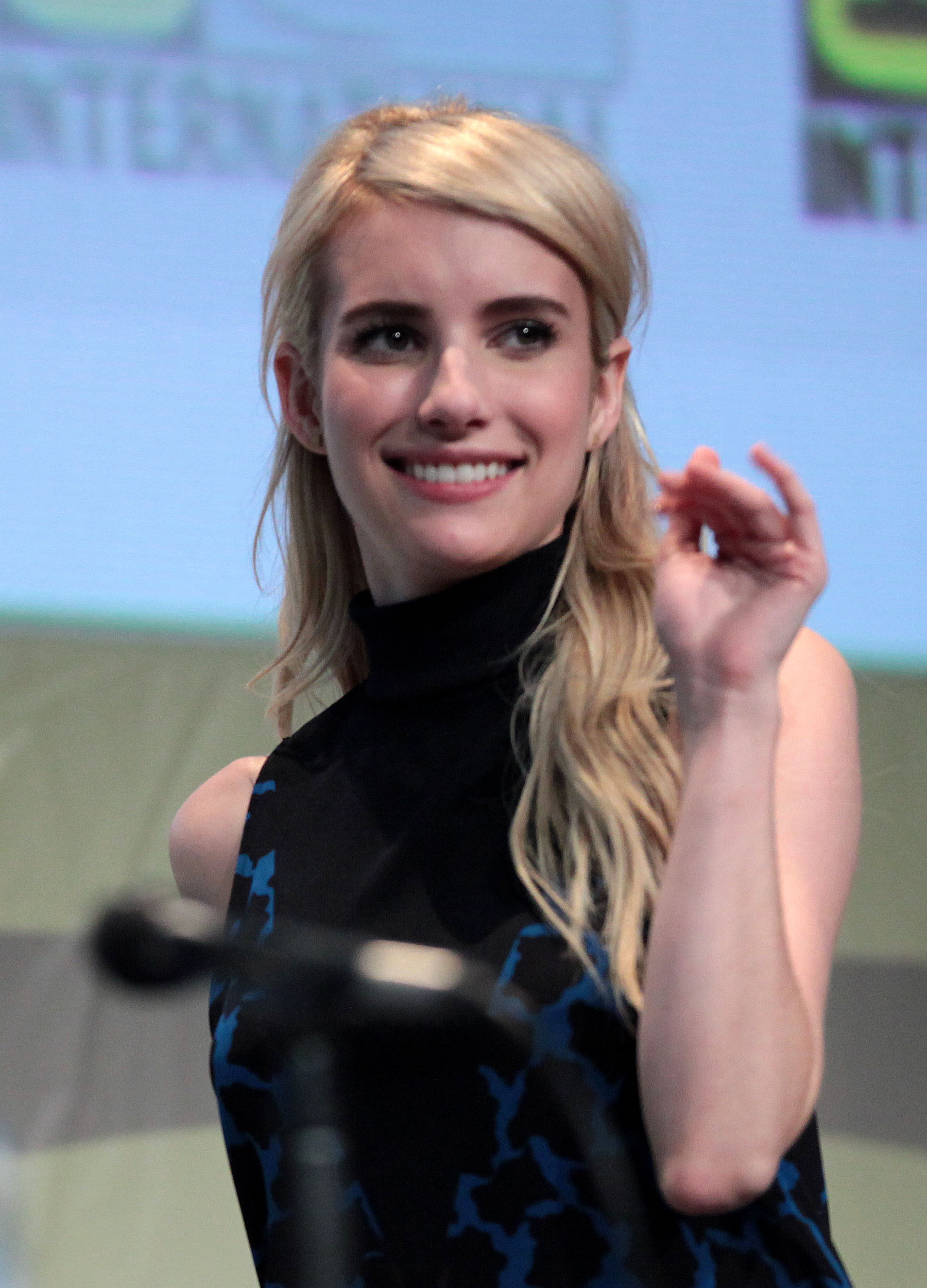
Roberts au Comic-Con de San Diego de 2015 pour la présentation de Scream Queens.

En 2015, la jeune actrice fait un choix déterminant : elle décline le rôle d'Harley Quinn dans le blockbuster Suicide Squad, produit par Warner Bros.
Elle préfère en effet prêter ses traits au personnage de Chanel Oberlin, une jeune femme riche et à l'égo sur-dimensionné qui assiste à une série de meurtres des plus parodiques, et devient ainsi la tête d'affiche de la nouvelle série télévisée Scream Queens. Cette fiction, créée par Ryan Murphy, combine horreur et comédie et lui permet de renouer avec les cérémonies de remises de prix populaires comme les People's Choice Awards et les Teen Choice Awards. La série est cependant annulée après la deuxième saison à la suite d'une baisse des audiences et de la difficulté de trouver un scénario plausible pour une potentielle troisième saison.
En 2017, l'actrice joue le personnage principal du thriller Nerve, Venus Delmonico, qui séduit la critique et rencontre le succès au box office. La même année, elle participe à la vidéo réalisée par le groupe de défense Human Rights Campaign au sujet des victimes de la fusillade s'étant produite dans une discothèque gay à Orlando (Floride). L'actrice et les autres personnalités y apparaissant racontent les histoires des personnes décédées là-bas.

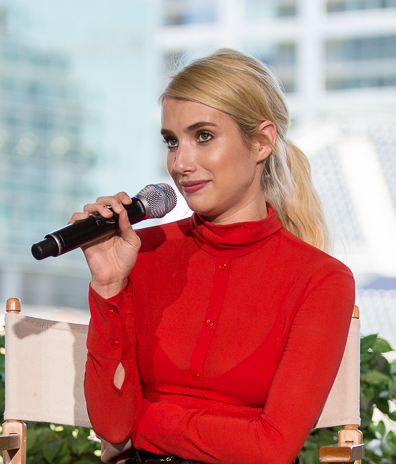
Lors de l'édition 2016 de la Comic-Con de San Diego.

Toujours en 2017, Emma Roberts annonce sur son profil Instagram qu'elle jouera dans la septième saison d'American Horror Story, intitulée Cult. Elle n'est cependant présente que dans un seul épisode, où elle incarne Serena Belinda, une journaliste prête à tout pour réussir dans le milieu. Côté cinéma, elle rejoint la distribution, principalement masculine, du drame Billionaire Boys Club, en tant que premier rôle féminin. Elle côtoie les acteurs Taron Egerton et Ansel Elgort. Ces deux œuvres permettent à l'actrice d'à nouveau travailler avec Billie Lourd, son ancienne co-star de Scream Queens. Elle est aussi à l'affiche du drame indépendant Who We Are Now présenté lors du Festival international du film de Transylvanie 2017, avec Julianne Nicholson et Zachary Quinto, un succès critique.
En 2018, elle continue de collaborer avec Ryan Murphy en rejouant le rôle de la prétentieuse sorcière Maddison Montgomery pour la saison 8 d’American Horror Story. La même année, elle tient la vedette de la comédie romantique Little Italy aux côtés d’Hayden Christensen, et elle est la productrice exécutive de la comédie dramatique indépendante In a Relationship dans laquelle elle joue aux côtés de Michael Angarano et Dree Hemingway. En octobre, il est annoncé qu'elle sera la vedette d'une nouvelle série développée par la plateforme de vidéo à la demande Netflix, intitulée Spinning Out, qui s’intéresse à une ex-gloire du patinage artistique. Cependant, en décembre, elle est forcée de renoncer au rôle à cause de son emploi du temps et elle est finalement remplacée par l'actrice Kaya Scodelario.
En 2019, Ryan Murphy confirme la présence de l'actrice pour la saison 9 d'American Horror Story, dans l'un des rôles principaux. Cette nouvelle saison sera inspirée des films d'horreur cultes des années 1980. La même année, aux côtés de Felicia Day, elle produit la série d'animation Betches pour le réseau Freeform. Aussi, elle joue dans le thriller de science-fiction Paradise Hills aux côtés de Milla Jovovich et Alfie Allen. Il s'agit du premier long métrage de la réalisatrice espagnole Alice Waddington. Cette production divise la critique mais récolte quelques nominations lors de cérémonies de remises de prix. La même année, elle pratique le doublage pour les besoins du film d'animation UglyDolls.
En 2020, elle est l'une des égéries de la nouvelle fragrance d'Hugo Boss aux côtés de Laura Harrier. Avec qui elle participe, aussi, à la campagne de la pré-collection automne-hiver 2020 de Louis Vuitton. Puis, elle joue dans l'attendu thriller politique et sociétal de Damon Lindelof, The Hunt. Il s'agit d'une adaptation de la nouvelle Le Plus dangereux des gibiers (The Most Dangerous Game) de Richard Connell publié en 1924, déjà portée à l'écran dans Les Chasses du comte Zaroff (1932). Le film devait initialement sortir aux États-Unis en septembre 2019. Cependant, en août 2019, Universal suspend la campagne promotionnelle du film à la suite des tueries de Dayton et El Paso,. Quelques jours plus tard, le film est même supprimé du planning de sorties du studio,. En février 2020, une sortie américaine est finalement fixée au 13 mars 2020, un vendredi treize, avec une toute nouvelle bande-annonce,. Jason Blum précise alors que le film n'a pas été retravaillé.
En 2023, elle est de retour au sein d'American Horror Story pour la douzième saison, quatre ans après sa dernière apparition. Intitulée Delicate, elle y tient le rôle principal, aux côtés de Kim Kardashian, Cara Delevingne et Matt Czuchry.

## Vie privée
Emma Roberts est une amie proche de l'acteur Devon Werkheiser et de l'actrice et chanteuse Jamie Lynn Spears. Elle admire les actrices Anne Hathaway, Drew Barrymore, Winona Ryder ou encore Rachel McAdams.[réf. souhaitée]
En juillet 2012, elle commence à fréquenter l'acteur Evan Peters, après l'avoir rencontré sur le tournage du film Adult World. L'année suivante, alors que le couple se trouve dans une chambre d'hôtel à Montréal, au Québec, une violente dispute éclate et la police intervient. Lorsque celle-ci arrive sur les lieux, Roberts et Peters déclarent s'être mutuellement frappés. L'actrice est arrêtée car Peters présente des blessures visibles. Ce dernier ne dépose aucune plainte contre Roberts, ce qui lui permet d'être libérée quelques heures plus tard. En janvier 2014, Peters et l'actrice déclarent être fiancés. Ils entretiennent une relation quelque peu chahutée, les menant à rompre en mai 2016. Néanmoins, Roberts annonce de nouveau leurs fiançailles en janvier 2017. En mars 2019, le couple rompt ses fiançailles et se sépare définitivement.
Depuis cette même date, Emma Roberts est en couple avec l'acteur Garrett Hedlund. Le 31 août 2020, elle annonce sa grossesse sur Instagram et révèle attendre un garçon. L'actrice explique en novembre 2020 souffrir d'endométriose non diagnostiquée depuis son adolescence.
Leur fils, Rhodes Robert Hedlund, est né le 27 décembre 2020. En 2022, le couple se sépare.
En septembre 2023, Angelica Ross l'accuse de transphobie et d'avoir instauré un climat toxique pendant le tournage de la neuvième saison d'American Horror Story. Quelques heures plus tard, Ross annonce sur son compte Tweeter que Roberts l'a appelée pour s'excuser de son comportement.
En juillet 2024, l'actrice se fiance avec son compagnon depuis 2022, Cody John.

## Filmographie

### Cinéma

#### Longs métrages
- 2001 : Blow de Ted Demme : Kristina Jung, jeune
- 2001 : Couple de stars de Joe Roth : la fille en tee-shirt violet (non créditée)
- 2002 : Grand Champion (en) de Barry Tubb (en) : Sœur
- 2005 : Minkey, le roi des espions (Spymate) de Robert Vince : Amelia
- 2006 : Aquamarine de Elizabeth Allen : Claire
- 2007 : Nancy Drew de Andrew Fleming : Nancy Drew
- 2008 : Wild Child de Nick Moore : Poppy Moore
- 2008 : Lymelife de Derick Martini : Adrianna Bragg
- 2008 : Niko, le petit renne de Michael Hegner et Kari Juusonen : Wilma (animation - voix originale)
- 2009 : Palace pour chiens (Hotel for Dogs) de Thor Freudenthal : Andi
- 2009 : The Winning Season (en) de James C. Strouse (en) : Abby
- 2010 : Valentine's Day de Garry Marshall : Grace
- 2010 : Memoirs of a Teenage Amnesiac de Hans Canosa : Alice Leeds
- 2010 : Twelve de Joel Schumacher : Molly
- 2010 : 4.3.2.1 de Noel Clarke et Mark Davis : Joanne
- 2010 : Une drôle d'histoire (It's Kind of a Funny Story) de Anna Boden et Ryan Fleck : Noelle
- 2010 : Virginia de Dustin Lance Black : Jessie Tipton
- 2011 : Scream 4 de Wes Craven : Jill Roberts
- 2011 : Le Jour où je l'ai rencontrée (The Art of Getting By) de Gavin Wiesen : Sally Howe
- 2012 : Celeste and Jesse Forever de Lee Toland Krieger : Riley
- 2013 : Adult World de Scott Coffey : Amy Anderson
- 2013 : Les Miller, une famille en herbe (We're the Millers) de Rawson Marshall Thurber : Casey Mathis
- 2013 : Empire State de Dito Montiel : Nancy Michaelides
- 2013 : Palo Alto de Gia Coppola : April
- 2015 : I Am Michael de Justin Kelly : Rebekah Fuller
- 2015 : Ashby de Tony McNamara : Eloise
- 2015 : February de Oz Perkins : Joan
- 2016 : Nerve de Henry Joost et Ariel Schulman : Venus « Vee » Delmonico
- 2017 : Who We Are Now de Matthew Newton : Jess
- 2018 : In a Relationship de Sam Boyd : Hallie (également productrice exécutive)
- 2018 : Billionaire Boys Club de James Cox : Sydney
- 2018 : Little Italy de Donald Petrie : Nikki Angioli
- 2019 : Paradise Hills d'Alice Waddington : Uma
- 2019 : UglyDolls de Kelly Asbury : Wedgehead (animation - voix originale)
- 2020 : The Hunt de Craig Zobel (en) : Yoga Pants
- 2020 : Holidate de John Whitesell : Sloane
- 2022 : Les Intrus (Abandoned (en)) de Spencer Squire : Sara Davis
- 2022 : About Fate de Marius Balchunas : Margot Hayes
- 2023 : Maybe I Do de Michael Jacobs : Michelle
- 2024 : Madame Web de S. J. Clarkson : Mary Parker
- 2024 : Space Cadet de Liz W. Garcia : Tiffany "Rex" Simpson

À sortir
- Saurus City de Nathan Smith : Sasha (animation - voix originale)
- Now I See You de Nick Cassavetes : Nicole Kear
- Anya's Ghost de Dan Mazer : Emily

#### Courts métrages
- 2001 : BigLove de Leif Tilden : Delilah
- 2011 : The Girl with the Tramp Stamp Tattoo de Osmany Rodriguez et Matt Villines (en) : Lisbeth
- 2018 : Time of Day de Thimios Bakatakis : elle-même

### Télévision

#### Séries télévisées
- 2004 : Drake et Josh : Allie Singer (saison 2, épisode 14)
- 2004-2007 : Allie Singer (Unfabulous) : Allie Singer (41 épisodes)
- 2010 : Jonas L. A. (Jonas) : Elle-même (saison 2, épisode 1)
- 2013 : Les Griffin (Family Guy) : Amanda Barrington (voix) (saison 11, épisode 22)
- 2013 : Delirium : Magdalena « Lena » Haloway (pilote de série non retenue par la FOX)
- 2013-2014 : American Horror Story : Coven : Madison Montgomery (principale, 13 épisodes)
- 2014-2015 : American Horror Story : Freak Show : Maggie Esmerelda (principale, 10 épisodes)
- 2015-2016 : Scream Queens : Chanel Oberlin (23 épisodes)
- 2017 : American Horror Story : Cult : Serena Belinda (invitée - saison 7, épisode 4)
- 2018 : American Horror Story : Apocalypse : Madison Montgomery (principale, 7 épisodes)
- 2019 : American Horror Story : 1984 : Brooke Thompson (principale, 9 épisodes)
- 2023 : American Horror Story: Delicate : Anna Victoria Alcott (principale, 8 épisodes)

### Clips
- 2005 : I Wanna Be, d'elle-même
- 2005 : Dummy, d'elle-même
- 2011 : Go Outside de Cults
- 2012 : Testosterone de Haziq and the Giggles
- 2018 : Nice for What de Drake

### En tant que productrice
- 2011 : Easy Snappin de David Lombroso (court métrage, productrice exécutive)
- 2018 : In a Relationship de Sam Boyd : Hallie (long métrage)
- à sortir : Betches (série télévisée d'animation, productrice exécutive)
- 2022 : Tell Me Lies (productrice exécutive)

## Distinctions

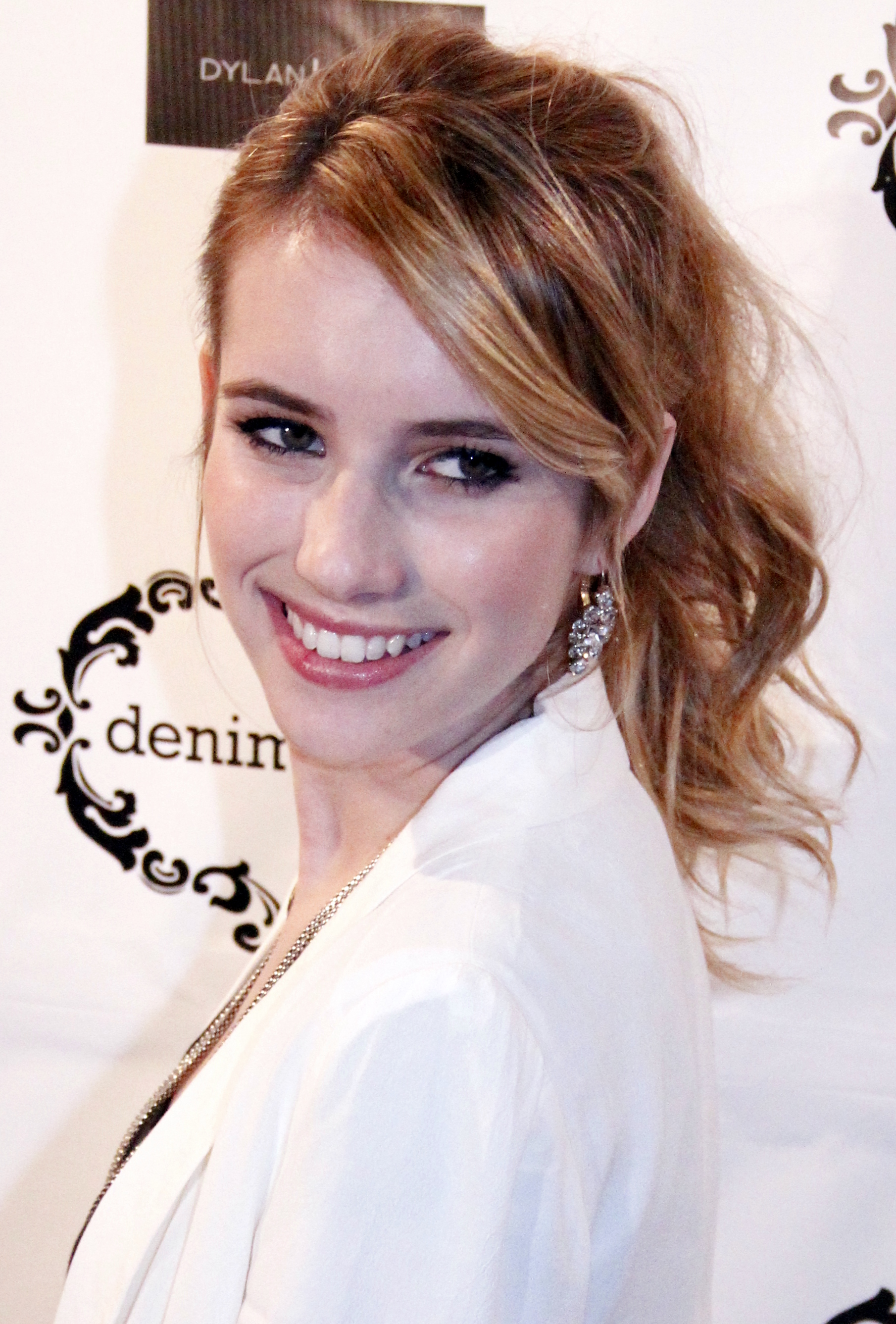
Emma Roberts au Denim Habit Store Opening, en octobre 2011.

Sauf indication contraire ou complémentaire, les informations mentionnées dans cette section proviennent de la base de données IMDb.

### Récompenses
- ShoWest 2007 : Lauréate du Prix de la star de demain.
- 2007 : Young Artist Awards de la meilleure performance pour une actrice dans un second rôle dans une comédie fantastique pour Aquamarine (2006).
- 2014 : MTV Movie Awards du meilleur baiser partagée avec Jennifer Aniston et Will Poulter dans une comédie pour Les Miller, une famille en herbe (2013).
- 16e cérémonie des Teen Choice Awards 2014 : Meilleure actrice dans une comédie pour Les Miller, une famille en herbe (2013).
- FilmOut San Diego 2015 :
  - Lauréate du Prix du Public de la meilleure actrice dans un second rôle dans un drame biographique pour I Am Michael (2015).
  - Lauréate du Prix du Festival de la meilleure actrice dans un second rôle dans un drame biographique pour I Am Michael (2015).

### Nominations
- 2005 : Kids' Choice Awards de la révélation féminine préférée dans une série télévisée comique pour Allie Singer (2004-2007) (Prix Australie).
- 2005 : Teen Choice Awards de la meilleure révélation féminine dans une série télévisée comique pour Allie Singer (2004-2007).
- Young Artist Awards 2005 :
  - Meilleure prestation pour une jeune actrice principale dans une série télévisée comique pour Allie Singer (2004-2007).
  - Meilleure jeune distribution dans une série télévisée comique pour Allie Singer (2004-2007) partagée avec Jordan Calloway, Bianca Collins, Dustin Ingram, Carter Jenkins, Malese Jow et Chelsea Tavares.
- 2006 : Young Artist Awards de la meilleure jeune distribution dans une série télévisée comique pour Allie Singer (2004-2007) partagée avec Jordan Calloway, Bianca Collins, Dustin Ingram, Emma Degerstedt, Brandon Mychal Smith, Carter Jenkins, Malese Jow et Chelsea Tavares.
- 20e cérémonie des Kids' Choice Awards 2007 :
  - Star de film préférée dans une comédie fantastique pour Aquamarine (2006) (Prix Australie).
  - Actrice de télévision préférée dans une série télévisée comique pour Allie Singer (2004-2007) (Prix USA).
- 9e cérémonie des Teen Choice Awards 2007 :
  - Meilleure actrice dans une série télévisée comique pour Allie Singer (2004).
  - Révélation féminine de l'année dans une comédie familiale pour Nancy Drew (2007).
  - Meilleure actrice comique dans une comédie familiale pour Nancy Drew (2007).
- 2007 : Young Artist Awards de la meilleure performance pour une jeune actrice principale dans une série télévisée comique pour Allie Singer (2004).
- 21e cérémonie des Kids' Choice Awards 2008 :
  - Star de film préférée dans une comédie familiale pour Nancy Drew (2007) (Prix Australie).
  - Actrice de télévision préférée dans une série télévisée dramatique pour Allie Singer (2004-2007) (Prix USA).
- Young Artist Awards 2008 :
  - Meilleure performance pour une jeune actrice principale dans une série télévisée dramatique pour Allie Singer (2004-2007).
  - Meilleure jeune distribution dans une série télévisée dramatique pour Allie Singer (2004-2007) partagée avec Jordan Calloway, Bianca Collins, Dustin Ingram, Malese Jow, Mary Lou et Chelsea Tavares.
  - Meilleure performance pour une jeune actrice principale dans une comédie familiale pour Nancy Drew (2007).
  - Meilleure jeune distribution dans une comédie familiale pour Nancy Drew (2007) partagée avec Josh Flitter (en), Amy Bruckner et Kay Panabaker.
- 12e cérémonie des Teen Choice Awards 2010 : Meilleure actrice de l'été dans un drame d’action pour Twelve (2010).
- 2010 : Young Artist Awards de la meilleure performance pour une jeune actrice principale dans une comédie familiale pour Palace pour chiens (2009).
- 13e cérémonie des Teen Choice Awards 2011 : Meilleure actrice de film dans un drame romantique pour Le Jour où je l'ai rencontrée (2011).
- 16e cérémonie des Teen Choice Awards 2014 : Meilleur baiser partagée avec Jennifer Aniston et Will Poulter dans une comédie pour Les Miller, une famille en herbe (2013).
- 2014 : Women's Image Network Awards de la meilleure actrice dans une série télévisée dramatique pour American Horror Story : Coven (2013-2014).
- 2014 : Young Hollywood Awards de la star féminine préférée des fans.
- 42e cérémonie des People's Choice Awards 2016 : Actrice préférée dans une nouvelle série télévisée dramatique pour Scream Queens (2015-2016).
- 18e cérémonie des Teen Choice Awards 2016 : Meilleure actrice préférée dans une nouvelle série télévisée dramatique pour Scream Queens (2015-2016).
- 19e cérémonie des Teen Choice Awards 2017 : 
  - Meilleure actrice préférée dans une nouvelle série télévisée dramatique pour Scream Queens (2015-2016).
  - Meilleure actrice dans une série télévisée comique pour Scream Queens (2015-2016).

## Voix francophones
En France, Marie Facundo est la voix régulière d'Emma Roberts. Charlyne Pestel l'a également doublée à trois reprises.
Au Québec, Claudia-Laurie Corbeil et Kim Jalabert sont les voix récurrentes de l'actrice.
En France
| - Marie Facundo, dans : - Nancy Drew - Valentine's Day - Les Miller, une famille en herbe - American Horror Story (série télévisée) - Nerve - Scream Queens (série télévisée) - Little Italy - Paradise Hills - Holidate - Flawless (publicité) - Madame Web - Space Cadet - Charlyne Pestel dans : - Drake et Josh (série télévisée) - Allie Singer (série télévisée) - Le Phinéas et Ferb Show | - Claire Tefnin dans : - Aquamarine - Le Jour où je l'ai rencontrée - Daniela Labbé Cabrera dans : - Scream 4 - Quand le destin s'en mêle - Nayéli Forest dans : - Empire State - Relationship (en) Et aussi - Julie Manautines dans February - Barbara Probst dans Wild Child - Lutèce Ragueneau dans Palace pour chiens - Salomé Stévenin dans Twelve - Nastassja Girard dans Palo Alto - Pascale Chemin dans Ashby |

Au Québec
Note : La liste indique les titres québécois.
| - Claudia-Laurie Corbeil dans : - Palace pour chiens - La Saint-Valentin - C'est comme une drôle d'histoire - Frissons 4 - Nous sommes les Miller | - Kim Jalabert dans : - Nancy Drew - Le Jour où je l'ai rencontrée - Sarah-Jeanne Labrosse dans : - Aquamarine - Spymate |